# Bons-Tassilly
Bons-Tassilly ist eine französische Gemeinde mit 392 Einwohnern (Stand: 1. Januar 2022) im Département Calvados in der Region Normandie. Sie gehört zum Arrondissement Caen und zum Kanton Falaise. Die Einwohner werden als Bonstassillais bezeichnet.

## Geografie
Bons-Tassilly liegt etwa 7,5 km nördlich von Falaise. Umgeben wird die Gemeinde von Potigny und Soumont-Saint-Quentin im Norden, Olendon im Nordosten, Épaney im Osten als auch Südosten, Soulangy im Süden, Villers-Canivet im Südwesten, Ussy im Westen sowie Fontaine-le-Pin in nordwestlicher Richtung.

## Bevölkerungsentwicklung
| Jahr                             | 1793 | 1836 | 1876 | 1926 | 1946 | 1968 | 1990 | 2008 |
| Einwohner                        | 287  | 289  | 340  | 272  | 203  | 394  | 332  | 391  |
| Quelle: Cassini, EHESS und INSEE |      |      |      |      |      |      |      |      |

## Sehenswürdigkeiten
- Kirche Saint-Quentin aus dem 12. Jahrhundert, Monument historique
- Kapelle
- Lavoir (Waschhaus)
- Polissoirs de Poussendre

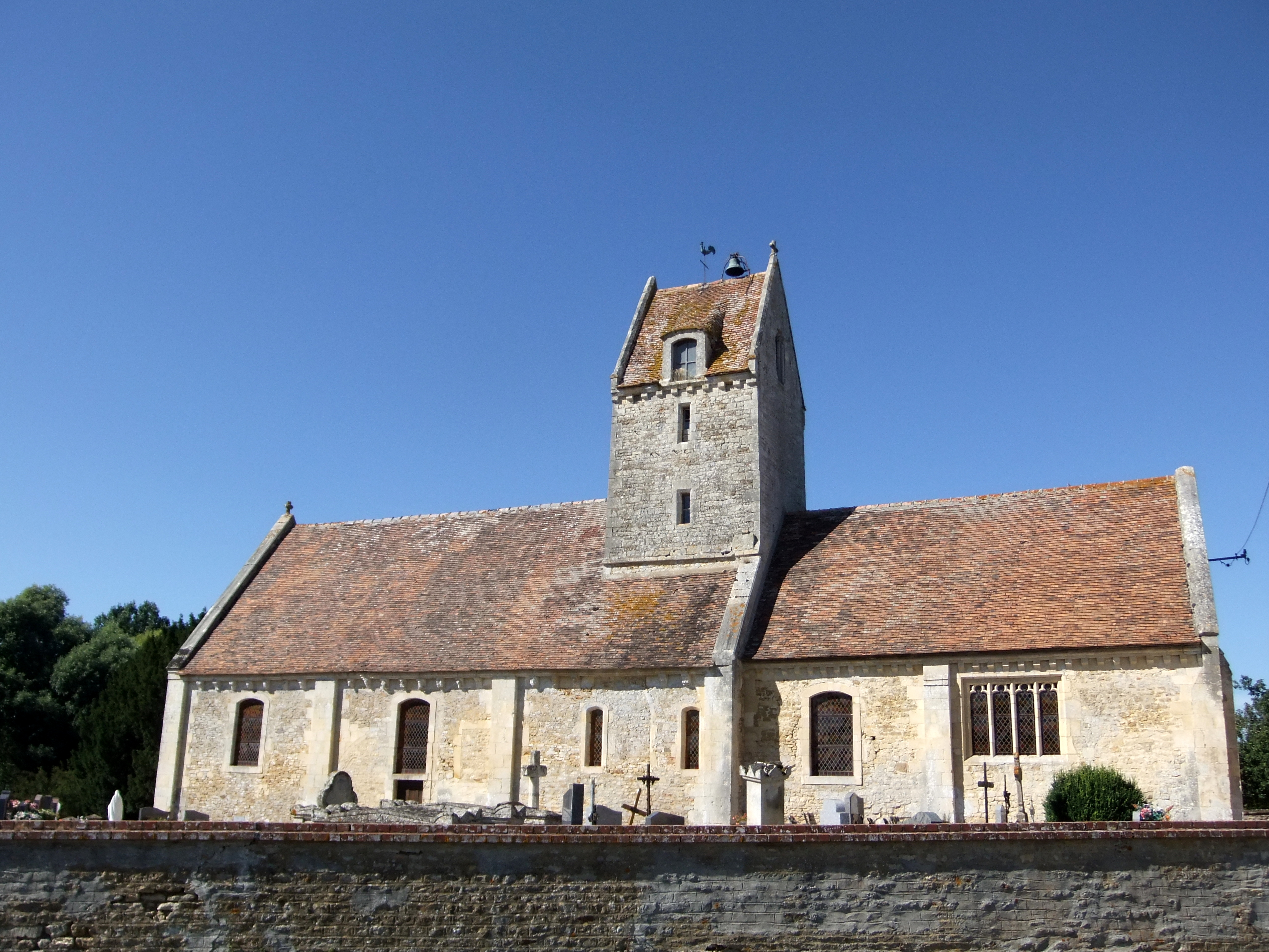
Kirche Saint-Quentin
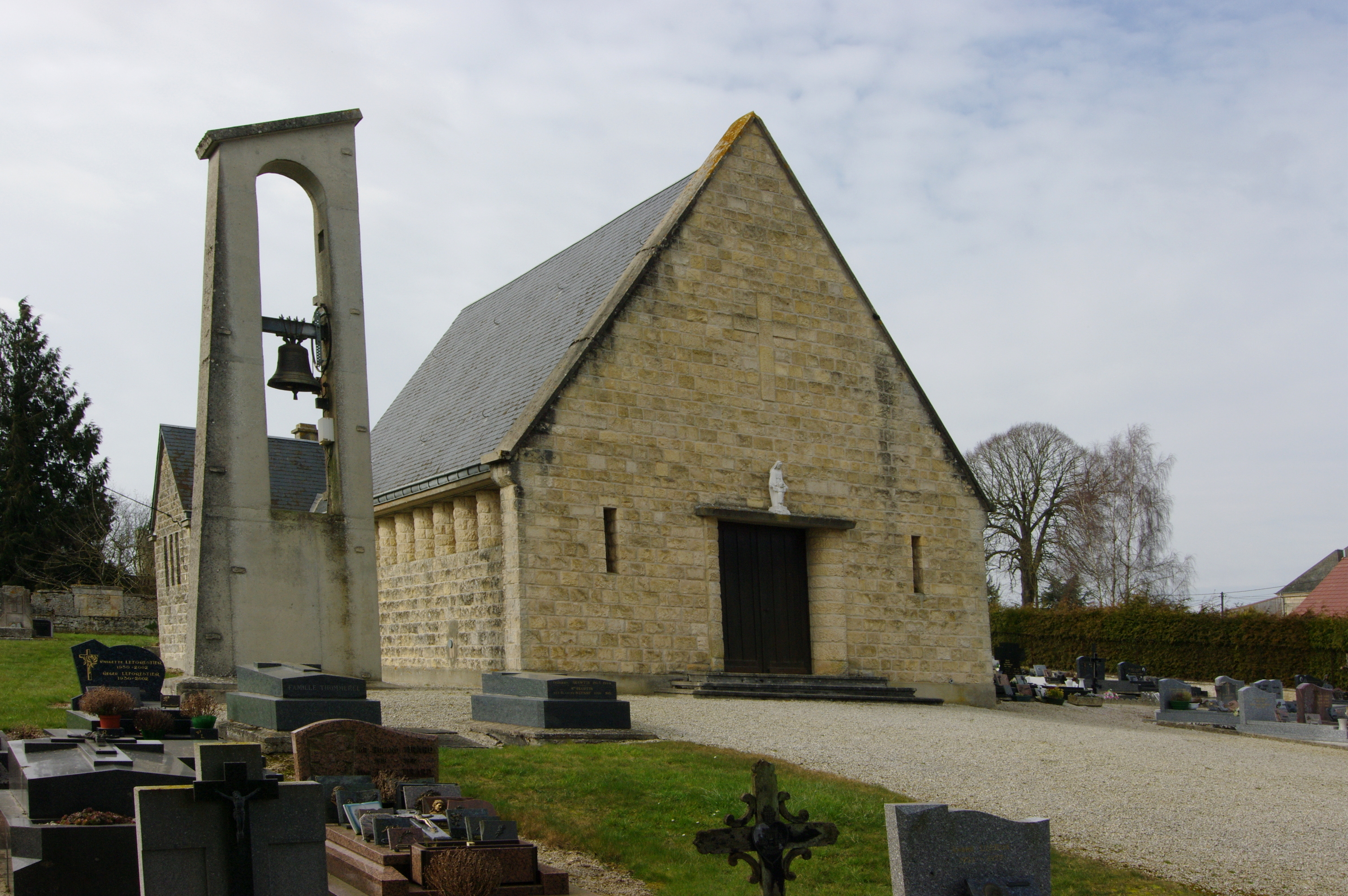
Kapelle
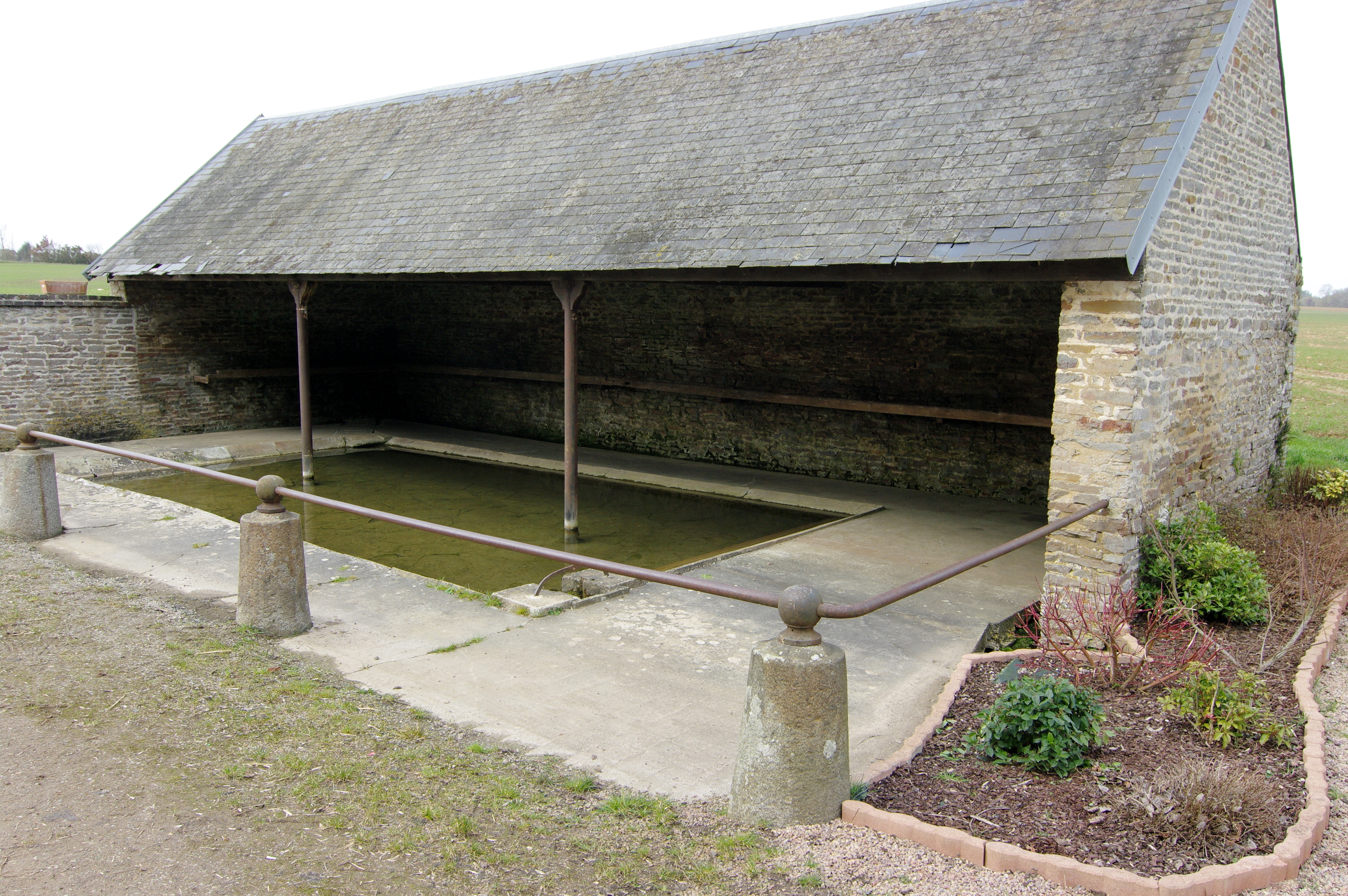
Waschhaus
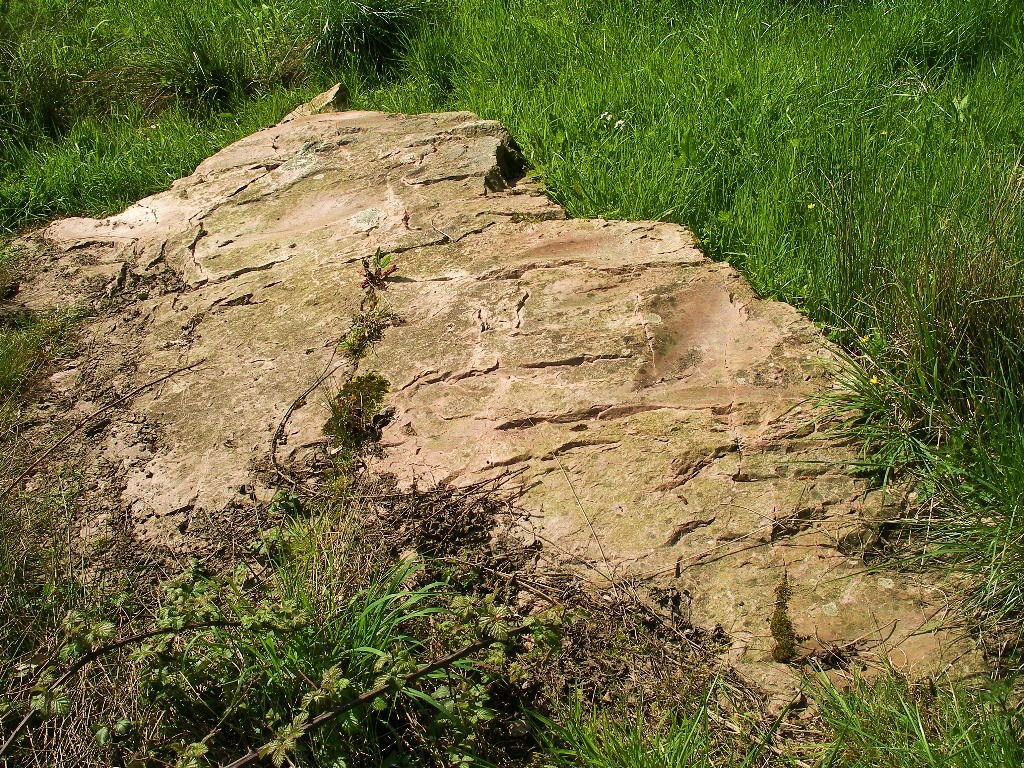
Polissoir von Poussendre